# ラマ (チベット)

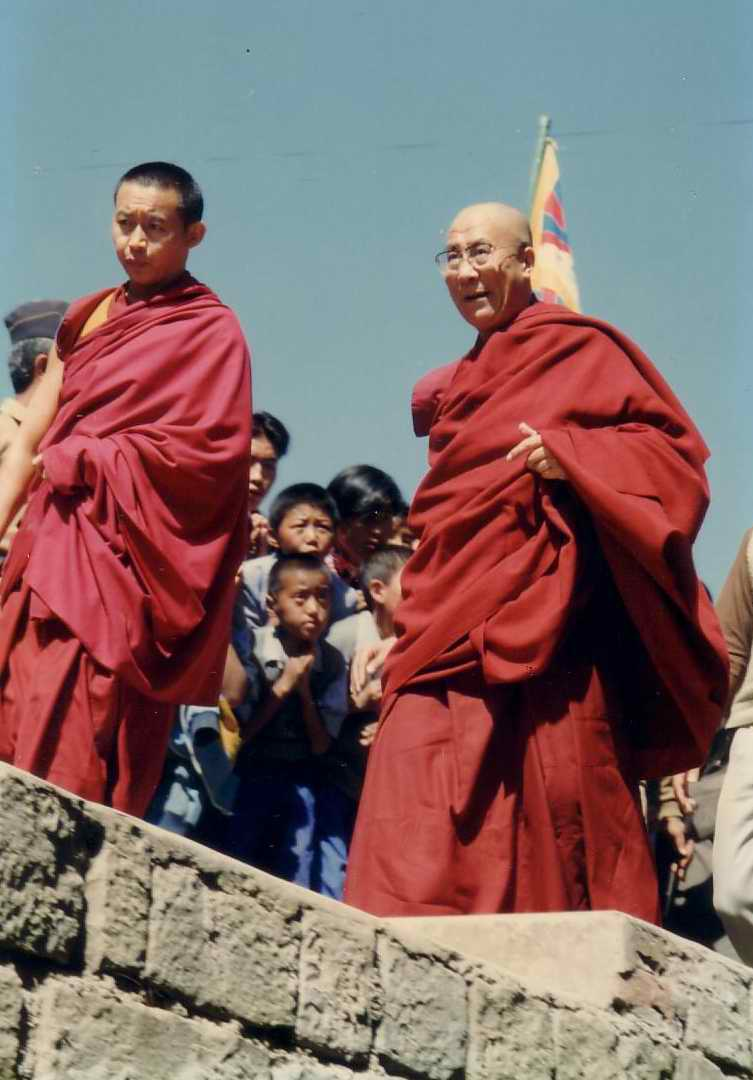
ダライ・ラマ14世（1994年）

ラマ（チベット語：བླ་མ་, ワイリー方式：bla ma, ラテン文字慣用表記：Lama, 漢語表記：喇嘛）とは、チベット仏教における僧侶の敬称の1つ。「上師」と訳されることがある。サンスクリット語のグル（師匠・導師など）に相当する。

## 概要
チベット語で上人（しょうにん）あるいは聖人という意味であり、俗にいう「無上」という解釈は誤り。異説として、バラモン（brāhmaṇa）から来ているのではないかという仮説がある。吐蕃王国初期の時代にはヒンドゥー教の学匠に対して用いられた用例もある。
チベット仏教の僧侶を総称して「ラマ僧」と呼ぶことがあるが、本来ラマとは（自らの）師匠たる僧を指す語で、修行僧を一般的にラマ僧と呼ぶのは誤りである。
必ずしも化身ラマ（チベット語ではトゥルク）であるとは限らず、転生継承ではなく修行によってラマとなる者もいる。このように漠然と宗教上の師を指す語であり、日本語で俗に言う和尚に近いニュアンスである。
高僧に対する尊称としてはリンポチェ（至宝者）という称号も多く用いられる。